# Steven A. Kivelson

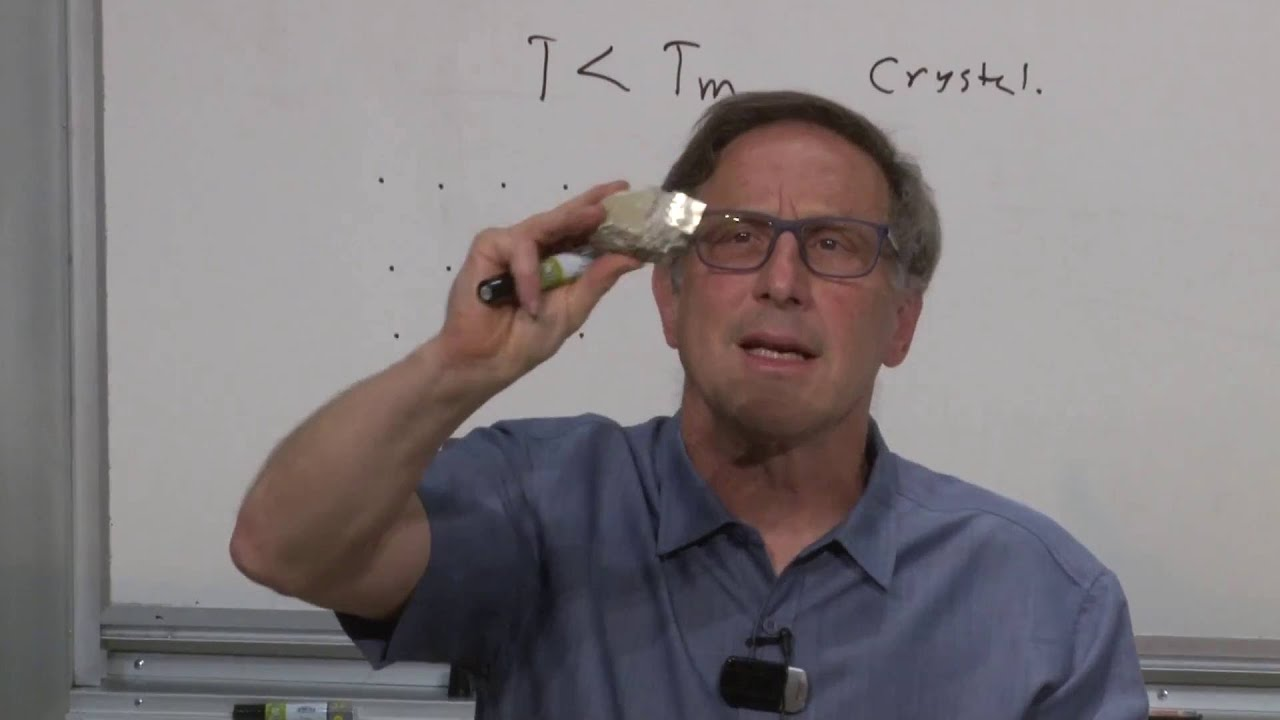
Steven A. Kivelson

Steven Allan Kivelson (* 13. Mai 1954 in Boston, Massachusetts) ist ein US-amerikanischer theoretischer Festkörperphysiker.
Kivelson ist der Sohn der Astrophysikerin Margaret Kivelson und des Chemieprofessors Daniel Kivelson. Er studierte an der Harvard University mit dem Master-Abschluss 1977 und wurde 1979 an der Princeton University promoviert. Als Post-Doktorand war er an der University of Pennsylvania und der University of California, Santa Barbara. An der UCSB blieb er 1981 bis 1989, als er Professor an der University of California, Los Angeles (UCLA), wurde. Seit 2004 ist er Professor an der Stanford University.
Kivelson befasste sich mit korrelierten elektronischen Systemen in Festkörpern. In den 1990er Jahren entwickelte er mit Victor Emery eine Theorie der Hochtemperatursupraleiter in Kupraten, in der unter anderem die Bildung von Streifenmustern beschrieben wird. In jüngster Zeit entwickelte er mit Mitarbeitern Theorien über hypothetische Phasen korrelierter Elektronensysteme bei tiefen Temperaturen, die zwischen der Fermigas-Phase gewöhnlicher Metalle und Wigner-Kristallen liegen (von ihnen elektronische Flüssigkristalle genannt) und die in Hochtemperatursupraleitern und im Quantenhalleffekt beobachtbar sein sollen. Weiter befasst er sich mit dem Glasübergang in unterkühlten Flüssigkeiten.
2001 wählte man ihn in die American Academy of Arts and Sciences, 1997 wurde er Fellow der American Physical Society. Seit 2010 ist er Mitglied der National Academy of Sciences. 1984 war er Sloan Fellow und 1996 Guggenheim Fellow. 2006 erhielt er den John Bardeen Prize. Für 2025 wurde Kivelson der Oliver E. Buckley Condensed Matter Prize zugesprochen.

## Schriften
- mit D.-H. Lee, S.-C. Zhang Electrons in Flatland, Scientific American, März 1996